# Rosika Schwimmer
Rosika Schwimmer (Boedapest, 11 september 1877- New York, 3 augustus, 1948)  was een Joods-Hongaarse pacifiste en feministe ten tijde van de eerste feministische golf. Zij had een centrale rol in de internationale vrouwen- en vredesbeweging en was medeoprichter van the World Center for Women’s Archives. Schwimmer was korte tijd de Hongaarse ambassadeur voor Zwitserland en was daarmee de eerste vrouwelijke ambassadeur.

## Jonge jaren
Rosika Schwimmer werd geboren op 11 september 1877 te Boedapest.  De drie kinderen van Bertha en Max Schwimmer, waarvan Rosika de oudste was, werden seculair Joods opgevoed. Max was werkzaam als boer en experimenteerde met zaden en gewassen. Bij gebrek aan onderwijsmogelijkheden in het dorp waar Schwimmer opgroeide, volgde ze een half jaar onderwijs aan een commerciële school voor mannen. Nadat haar vader flink verlies had geleden op een van zijn experimenten, ging Schwimmer op achttienjarige leeftijd aan het werk als kantoorklerk. Aldaar sloot zij zich in 1897 aan bij een vakbond voor vrouwelijk kantoorpersoneel. Weldra werd zij de presidente van de vakbond en was haar feministische carrière goed en wel begonnen.

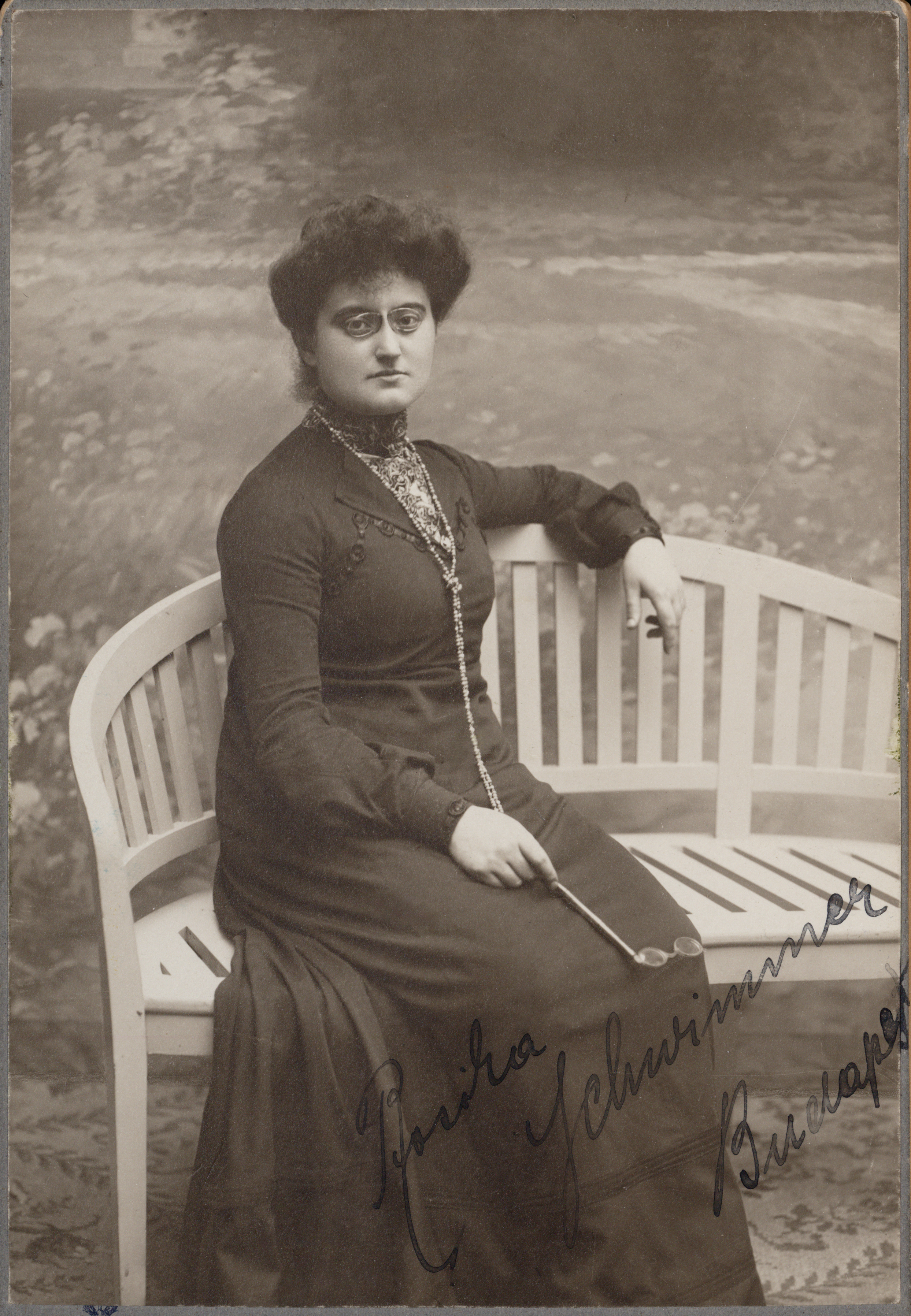
Rosika Schwimmer (jaren1890). Foto: Collectie IAV - Atria

## Hongaarse en internationale vrouwenbeweging
Schwimmer bleef tot 1912 presidente van de vakbond en richtte daarnaast een aantal andere vrouwenverenigingen op. Zo richtte zij de eerste vereniging voor vrouwelijke arbeiders op in 1903. Naar aanleiding van haar rol in zulke  organisaties, schreef Schwimmer stukken voor verschillende feministische tijdschriften en was ze redacteur van het weekblad A Nö es Tersadalom (De vrouw en de maatschappij). Vanaf 1904 staakte ze haar kantoorwerk om van haar lezingen en journalistieke werk te gaan leven. 

### De Wereldbond voor Vrouwenkiesrecht
Schwimmer was een van de sprekers tijdens het eerste congres van de Wereldbond voor Vrouwenkiesrecht te Berlijn in 1904. In Hongarije was ze door haar betrokkenheid bij verschillende verenigingen al een bekende naam, maar na het Berlijnse congres had zij internationale faam verworven. Tijdens dit congres ontmoette Schwimmer een aantal vooraanstaande feministes, waaronder Carrie Chapman Catt. Schwimmer had Aletta Jacobs het voorafgaande jaar al bij een congres in Wenen ontmoet. Op aandringen van Catt beloofde Schwimmer in Hongarije een vrouwenkiesrechtvereniging op te richten. Ze hield haar belofte en richtte nog datzelfde jaar de  Hongaarse Feministen Vereniging op. Deze partij zou een centrale rol gaan spelen in het verwerven van vrouwenkiesrecht in Hongarije.
Schwimmer onderhield een vriendschap met Jacobs en Catt. In navolging van Jacobs’ Nederlandse vertaling van  Charlotte Perkins Gilmans Women and Economics, vertaalde Schwimmer het boek naar het Hongaars. Tevens correspondeerde ze met een aantal Nederlandse feministen waaronder  Martina Kramers, Mien van Wulfften Palthe-Broese van Groenou en Rosa Manus, die ze bij het derde congres van de Wereldbond in 1908 te Amsterdam had ontmoet. Dat Schwimmer indruk maakte op de Nederlandse kiesrechtstrijdsters van de Vereeniging voor Vrouwenkiesrecht wordt duidelijk  in het boekje Eenige bekende Strijdsters[dode link][dode link] (1911). Hierin wordt Schwimmer naast grote namen als Jacobs Catt en Christabel Pankhurst genoemd. 
In 1913 was Schwimmer de drijfveer achter het zevende congres van de Wereldbond te Boedapest. Dit congres, met 3000 bezoekers, is de geschiedenis ingegaan als het meest succesvolle congres van de Wereldbond en Schwimmers organisatie en oraties werden internationaal geprezen. In 1913 werd Schwimmer aangesteld tot perschef van de Werelbond en kwam ze in Londen te wonen.

## Pacifisme
Schwimmer was in Londen toen de Eerste Wereldoorlog uitbrak. Aldaar had ze na de moord op Frans Ferdinand een gesprek gehad met David Lloyd George om hem te waarschuwen voor de dreiging van oorlog. Na de uitbraak van de oorlog reisde ze in de herfst van 1914 naar de Verenigde Staten om Amerikaanse bemiddeling te bepleiten. Aldaar ontmoette ze samen met Carrie Chapman Catt president Woodrow Wilson.  Het verzoek om bemiddeling was onsuccesvol, maar Schwimmer bleef in de Verenigde Staten om samen met Emmeline Pethick-Lawrence rond te reizen om steun voor Amerikaanse bemiddeling te vergaren. Tevens was ze een van de oprichters van the Woman’s Peace Party in 1915.

### Internationaal congres van vrouwen in Den Haag
Na het uitbreken van de oorlog kon het geplande Wereldbond congres in Berlijn niet doorgaan. Daarom besloot Jacobs een onofficieel Wereldbond congres te Den Haag te organiseren. Het congres, wat plaatsvond tussen 28 april en 1 mei 1915, werd bezocht door meer dan elfhonderd vrouwen onder wie Schwimmer. Op haar aandringen werden de resoluties die tijdens het congres beslecht waren na afloop aangeboden aan de leiders van Europese landen. Schwimmer zelf zat in het comité dat leiders van neutrale landen bezocht. Hoewel Schwimmer lof ontving vanwege haar inzet en ideeën tijdens het congres, betekende het wel het einde van haar vriendschap met Jacobs. Ze waren het onder andere oneens over de beste strategie om bemiddeling en steun te krijgen.

### Henry FordsOscar II
Schwimmer bleef volharden in haar streven naar Amerikaanse bemiddeling. Ze wist autofabrikant Henry Ford enthousiast te maken voor een vredesmissie die de vorm kreeg van het vredesschip Oscar II in december 1915. Vanuit Amerika vertrok het schip, gevuld met vredesactivisten en journalisten, naar Europa om aldaar vredesonderhandelingen tot stand te brengen. De missie was onsuccesvol; de pers was cynisch, Ford vertrok al snel terug naar Amerika en het initiatief zorgde voor verdere spanningen binnen de Wereldbond.

## Latere leven
Na de oorlog keerde Schwimmer terug naar Hongarije waar ze vervolgens als ambassadeur van Zwitserland werd aangesteld door de nieuwe Hongaarse leider, en haar goede vriend, Mihály Károlyi. Deze aanstelling, die van haar de eerste vrouwelijke ambassadeur maakte, was van korte duur. Na Béla Kuns communistische staatsgreep in 1919 mocht Schwimmer niet werken of het land verlaten. Toen Miklós Horthy de macht greep werd het voor Schwimmer als Joodse gevaarlijk en vluchtte ze achtereenvolgens naar Wenen en naar de Verenigde Staten. Aldaar vroeg ze in 1928 burgerschap aan, maar dit werd haar onthouden vanwege haar  weigering om de Amerikaanse Oath of Allegiance uit te spreken (de Oath strookte niet met haar pacifistische gedachtegoed) en vanwege geruchten over haar activiteiten tijdens de oorlog. In de Verenigde Staten bleef Schwimmer het feministische- en pacifistische gedachtegoed uitdragen. Zo trachtte ze in 1935 met Mary Ritter Beard een archief aan te leggen voor de vrouwenbeweging. Dit archief, the World Center for Women’s Archives, moest vrouwengeschiedenis documenteren en zichtbaar maken en was bedoeld als een educatiecentrum voor vrouwen. Door onenigheid en gebrek aan financiële middelen werd het centrum in 1940 opgeheven. In 1937 richtte Schwimmer met Lola Maverick Lloyd the Campaign for World Government op. Deze organisatie bepleitte het oprichten van een wereldregering om de vrede te waarborgen. 
Op 71jarige leeftijd werd Schwimmer genomineerd voor de Nobelprijs voor de vrede, maar ze overleed aan longontsteking voor er een winnaar gekozen kon worden.